# 居伊·安德烈·皮埃尔·德·蒙莫朗西-赖伐尔
居伊·安德烈·皮埃尔·德·蒙莫朗西-赖伐尔（Guy-André-Pierre de Montmorency-Laval，1723年9月21日—1798年9月22日），第一代赖伐尔公爵，第一代马尔什男爵（baron of Marche），勒扎伊侯爵（marquis de Lezay）。法国将军和法国元帅。他的兄弟是梅斯枢机主教路易·约瑟夫·德·蒙莫朗西-赖伐尔。

## 生平
最初称赖伐尔侯爵，1741年1月1日他成为一个火枪手，1742年在弗兰德斯战场服役。1743年6月27日他在德廷根（Dettingen）作战，8月22日担任一个以他的名字命名的步兵团上校。1744年，他参加了攻占Wissembourg和Loutre防线战役，Suffelsheim战役和弗里堡包围战，1745年3月随军攻占Cronenbourg。 